# ۴٬۵-دی هیدرو اوروتیک اسید
۴٬۵-دی هیدرو اوروتیک اسید (به انگلیسی: 4,5-Dihydroorotic acid) با فرمول شیمیایی C5H6N2O4 یک ترکیب شیمیایی با شناسه پاب‌کم 16219560 است. که جرم مولی آن ۱۵۸٫۱۱۲ گرم بر مول می‌باشد. 